# 엔기
엔기(일본어: 延喜)는 일본의 연호 중 하나이다. 형식적으로 일본 천황이 친정(親政)을 행했던 시기로 엔기의 치(延喜の治)라고 불린다. 장원정리령이 발표되었지만 실패하고, 학문의 '신'으로 칭송받던 스가와라노 미치자네가 누명을 쓰고 죽어 이후 관련자들이 이 시기에 연달아 죽자 "스가와라의 저주"라는 소문이 나기도 했다.
- 전후 : 쇼타이(昌泰) 이후 - 엔초(延長) 이전.
- 시기 : 901년 ~ 922년
- 천황 : 다이고 천황

## 개원
- 쇼타이 4년 7월 15일(율리우스력 901년 8월 31일)에 신유(辛酉) 혁령(革領)과 쇼타이 사건 등에 의해 개원되어
- 엔기 23년 윤4월 11일(율리우스력 923년 5월 29일) 엔초로 개원되었다.

## 출전
《서경》의 "禹開龍門、導積石、玄圭出、刻曰、延喜玉受德、天賜佩".

## 엔기 시기에 일어난 일
- 2년
  - 엔기의 장원정리령이 발령되었지만 장원주들의 강력한 저지로 철저하게 시행되지 못한 채 종료된다. 또한, 농지 지급 및 수용에 관한 법적 체계인 한덴(班田 반전(班田)제[*]도 시행되었으나 무산되어 사실상 율령 체제가 붕괴하기 시작했다.
- 3년
  - 2월 25일 : 죄를 뒤집어 쓰고 좌천되었던 학자 스가와라노 미치자네가 사망하였다. 이후 이에 관계된 사람들에게 불미스러운 일이 발생하자 '스가와라가 저주하였다'는 소문이 돌았다.
- 5년
  - 기노 쓰라유키가 최초의 조쿠센와카슈(勅撰和歌集 칙찬 와카슈[*], 천황이나 상황이 명으로 편집된 와카슈)인 《고킨와카슈》를 편집했다.
- 8년
  - 1월 12일 : 후지와라노 다다히라가 산기(参議 참의[*])에 복귀했다.
- 9년
  - 4월 4일: 후지와라노 도키히라가 만 38세의 나이로 요절하였다. 스가와라노 미치자네의 저주 때문이라는 소문이 났다.
- 13년
  - 우다 법황 주최로 시가 대결인 데이지노인 우타아와세(亭子院歌合 정자원의 시가 대결[*])가 개최되었다.
- 14년
  - 엔기 13년에 죽은 미나모토노 히카루의 후임으로서 후지와라노 다다히라가 우대신(右大臣)에 임명되었다. 좌대신(左大臣) 자리는 그의 형인 후지와라노 도키히라가 죽은 후 계속 공석이었기 때문에 좌대신 바로 밑 등급의 우대신이 조정 신하중 가장 높은 자리가 된다.
- 15년
  - 도와다호 화산이 분화하다.
- 19년
  - 후지와라노 나카히라(도키히라의 동생이며 다다히라의 형)가 다이고 천황의 명을 받고 다자이후에 내려가 덴마구(天満宮 천만궁[*])를 건축하였다.
- 23년
  - 3월 21일 : 황태자 야스아키라 친왕이 사망하였다. 설상가상으로 자연재해나 정치불안이 수그러들지 않자 결국 그 직후 엔초로 개원된다.

## 서력과의 대조표
| 엔기        | 원년       | 2년        | 3년        | 4년        | 5년        | 6년        | 7년        | 8년        | 9년        | 10년       |
| ----------- | ---------- | ---------- | ---------- | ---------- | ---------- | ---------- | ---------- | ---------- | ---------- | ---------- |
| 서기 (西紀) | 901년      | 902년      | 903년      | 904년      | 905년      | 906년      | 907년      | 908년      | 909년      | 910년      |
| 간지 (干支) | 신유(辛酉) | 임술(壬戌) | 계해(癸亥) | 갑자(甲子) | 을축(乙丑) | 병인(丙寅) | 정묘(丁卯) | 무진(戊辰) | 기사(己巳) | 경오(庚午) |
| 엔기        | 11년       | 12년       | 13년       | 14년       | 15년       | 16년       | 17년       | 18년       | 19년       | 20년       |
| 서기 (西紀) | 911년      | 912년      | 913년      | 914년      | 915년      | 916년      | 917년      | 918년      | 919년      | 920년      |
| 간지 (干支) | 신미(辛未) | 임신(壬申) | 계유(癸酉) | 갑술(甲戌) | 을해(乙亥) | 병자(丙子) | 정축(丁丑) | 무인(戊寅) | 기묘(己卯) | 경진(庚辰) |
| 엔기        | 21년       | 22년       | 23년       |            |            |            |            |            |            |            |
| 서기 (西紀) | 921년      | 922년      | 923년      |            |            |            |            |            |            |            |
| 간지 (干支) | 신사(辛巳) | 임오(壬午) | 계미(癸未) |            |            |            |            |            |            |            |

## 같이 보기
- 일본의 연호 일람

| 이전 쇼타이 | 일본의 연호 901년 ~ 922년 | 다음 엔초 |